# Ушаральська міська адміністрація
Ушара́льська міська адміністрація (каз. Үшарал қаласы әкімдігі, рос. Ушаральская городская администрация) — адміністративна одиниця у складі Алакольського району Жетисуської області Казахстану. Адміністративний центр — місто Ушарал.
Населення — 21272 особи (2021; 17265 у 2009, 17834 у 1999, 19852 у 1989).
Станом на 1989 рік існували Учаральська міська рада (місто Учарал) та Новотроївська сільська рада (села МТФ № 3, Новостройка, Талапкер). Село Талапкер було ліквідовано 2010 року.

## Склад
До складу адміністрації входять такі населені пункти:
| Населений пункт  | Старі назви | Населення, осіб (1989) | Населення, осіб (1999) | Населення, осіб (2009) | Населення, осіб (2021) |
| ---------------- | ----------- | ---------------------- | ---------------------- | ---------------------- | ---------------------- |
| МТФ 3, село      | Талапкер    | 268                    | 165                    | 108                    | 150                    |
| --Талапкер, село | -           | 83                     | -                      | -                      | -                      |
| Ушарал, місто    | -           | 17908                  | 15379                  | 15991                  | 21122                  |
| --Талапкер, село | Новостройка | 1593                   | 2290                   | 1166                   | -                      |